# 綠色細螯寄居蟹
綠色細螯寄居蟹（学名：Clibanarius virescens）为活額寄居蟹科細螯寄居蟹屬下的一个种。